# Hörnerkrone
Die Hörnerkrone bezeichnet eine helm- oder kappenartige Kopfbedeckung mit zwei oder mehr Hörnern, die in ihrer Form Stierhörnern ähnelten. Sie war in der Ikonographie mesopotamischer Kunst das Zeichen für Göttlichkeit und wies daher ihren Träger als Gottheit aus. Einige wenige Ausnahmen bilden unter anderem die Darstellung des akkadischen und vergöttlichten Königs Naram-Sîn auf der Siegesstele, mit einer einfachen Hörnerkrone mit zwei Hörnern und die Darstellung von Lamassu mit gehörnten Federpoloi.
Die Hörnerkrone veränderte ihre Form im Laufe der Zeit und je nach Region. Die frühesten, als solche identifizierbare Götterdarstellungen aus frühdynastischer Zeit wiesen zunächst zwei einzelne Hörner als Zeichen der Göttlichkeit auf. In der jünger-frühdynastischen Zeit entstanden dann erste Kronen, die neben Hörnern häufig auch pflanzliche Elemente enthielten. Die sogenannte Idolkrone aus dieser Zeit, zeigt zusätzlich mittig einen Kegelstumpf mit Gesicht.
Im Vergleich mit der in Mesopotamien üblichen Form war die Hörnerkrone der Gottheiten in Bereich des Reiches Elam weit ausladend gebildet.
Die pflanzlichen Elemente blieben in der Akkadzeit erhalten, während sich die Kopfbedeckung, auf der die Hörner sitzen, zunehmend stärker ausprägte. Auch schlossen Kronen teilweise mit einer Mondsichel als Zeichen für den Mondgott ab. Oft türmten sich viele Hörner direkt übereinandern und sind nicht mehr eindeutig als solche zu erkennen. Die Vielzahl von Hörnern wies dabei auf den höheren Rang einer Gottheit hin.

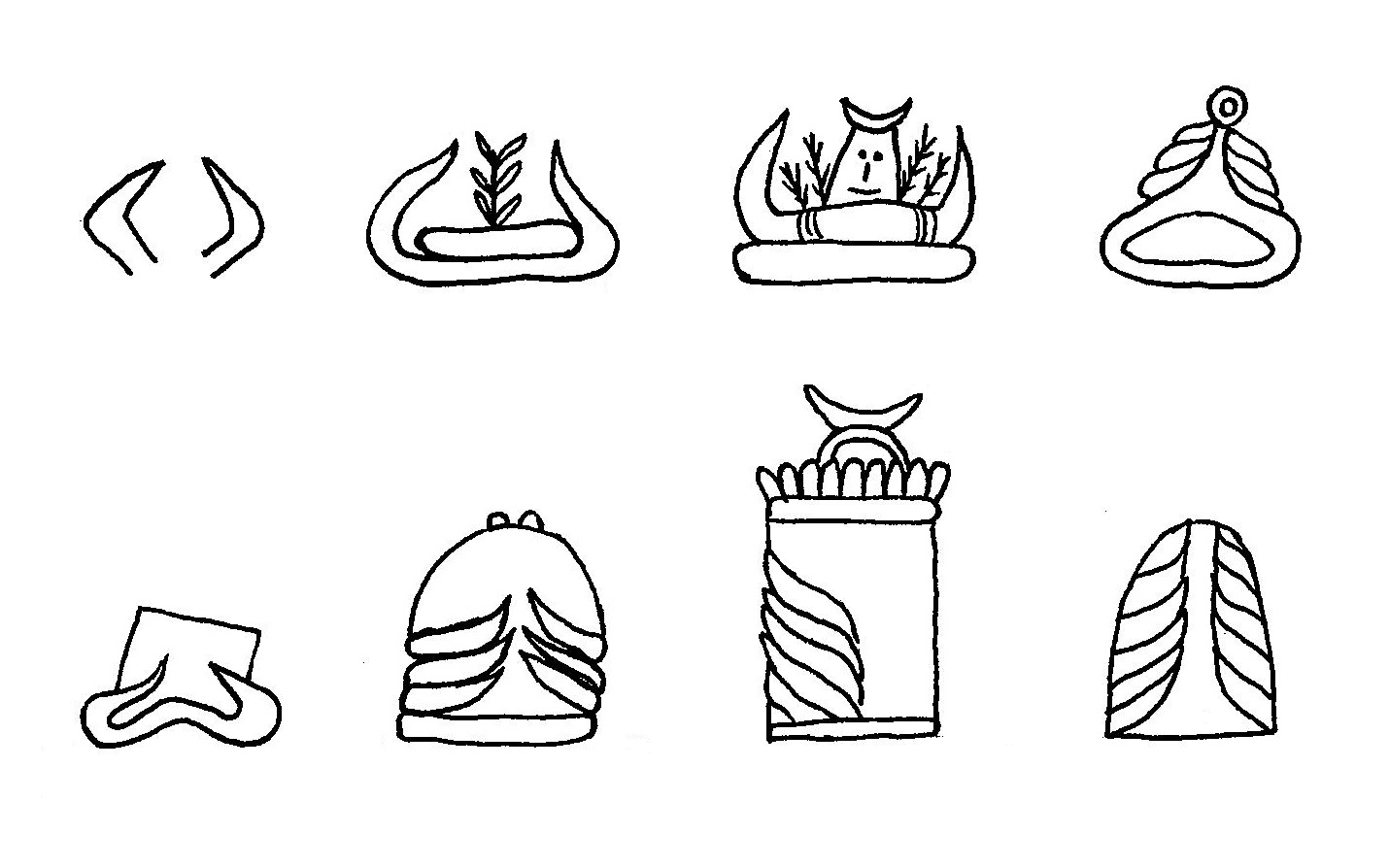
Eigenanfertigung nach Boehmer: Oben v. l.: Einfache Hörner, Krone mit pflanzlichen Elementen, Idolkrone (frühdynastisch) und Standardkrone (altbabylonisch); Unten v. l.: Hörnerpolos (altbabylonisch), Hörnerkrone und Federpolos (neuassyrisch), spitze Hörnerkrone (späthethitisch)

Die mit sich übereinander türmenden Hörnern und häufig mit einer Kugel abschließende Krone, auch als Standardkrone bezeichnet, änderte ihre Form in der neusumerischen und altbabylonischen Zeit, über die Kassitenzeit bis in die mittelassyrische Zeit nur geringfügig. Erwähnenswert ist das Aufkommen von Poloi mit Hörnern, die von weiblichen Gottheiten getragen wurden und des Federpolos ab altbabylonischer Zeit.
In neuassyrischer Zeit bildete sich eine haubenartige Form der Krone heraus, an der die Hörner anliegen. Götter niederen Ranges wurden mit dieser Krone im Profil dargestellt, Götter höheren Ranges mit der Krone in Frontalansicht. Diese trugen in den meisten Fällen jedoch einen Federpolos, eine zylindrische Kopfbedeckung, an welcher Hörner anliegen und die mit kurzen Federn nach oben hin abschließt. Diese Kopfbedeckung wurde neben Gottheiten auch von Lamassu getragen.
Neubabylonische und urartäische Götter trugen in Darstellungen immer seltener eine Hörnerkrone. Die letzten und auch vielfältigen Darstellungen von Hörnerkronen finden sich in der späthethitischen Kunst. Es handelt sich hierbei um spitz zulaufende, hohe Kronen mit mehreren abstehenden oder anliegenden Hörnern. Zudem wurden auch in dieser Zeit weibliche Gottheiten mit gehörnten Poloi dargestellt. In achämenidischer Zeit war die Hörnerkrone nicht mehr von Bedeutung.

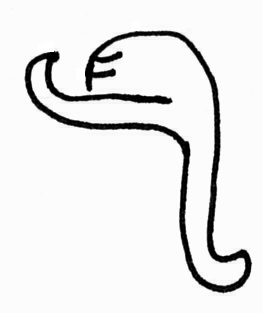
Einfache Hörnerkrone im Profil
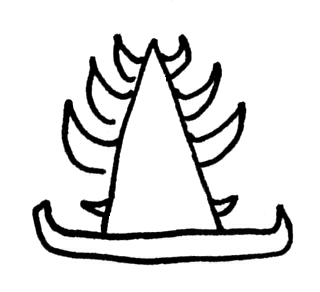
Hörnerkrone eines Hauptgottes, akkadisch
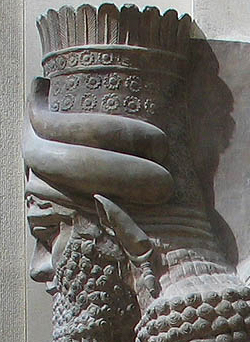
Federpolos eines Lamassu aus Dur Šarrukin

Alexander der Große wird manchmal mit Hörnern dargestellt, es handelt sich hier allerdings um Widderhörner, die seine Abstammung von dem Gott Amun anzeigen sollen.